# 馬場 (武豊町)
馬場（ばんば）は愛知県知多郡武豊町の地域名。字としては中狭、二ケ崎、砂川、石川等を指す。
辺りに住宅街が広がっており田畑も疎らにある。
名鉄河和線が通っており最寄り駅は上ゲ駅である。
毎年4月にある武豊山車祭りでは長北車という山車が使用される。